# 古川琴音
古川 琴音（ふるかわ ことね、1996年10月25日 - ）は、日本の女優。
神奈川県出身。ユマニテ所属。

## 来歴
幼いころよりバレエを習っており、その延長線上で演技を始めようと中学、高校で演劇部に入部。就職を考えるタイミングで、自分が将来何をしていきたいかを考えた時に「無理かもしれないけど、役者をやってみたいな」と思い、事務所のオーディションを受け、合格しユマニテに所属。
2018年、主演を務めた短編映画『春』が「京都国際映画祭2018」クリエイターズ・ファクトリーのエンターテイメント映像部門で最優秀賞（グランプリ）を受賞。同作はあわせて9つの映画祭でグランプリを受賞した他、監督・脚本の大森歩が第22回文化庁メディア芸術祭エンターテインメント部門新人賞、主演の古川がTAMA NEW WAVEベスト女優賞を受賞した。同年、沖縄市観光PR動画「チムドンドン コザ」でデビューする。
2019年に公開された映画『十二人の死にたい子どもたち』でメインキャストの一人であるミツエを演じ、注目を浴びる。
2020年、『エール』で連続テレビ小説に初出演。
2021年、出演作『偶然と想像』が第71回ベルリン国際映画祭コンペティション部門に正式出品され、同作は最高賞に次ぐ審査員大賞である「銀熊賞」を受賞した。
2022年、NHK特集ドラマ『アイドル』でテレビドラマ初主演。
2023年、『どうする家康』で大河ドラマに初出演。

## 人物・エピソード

### 学生時代
- 元々バレエを習っていたこともあり、ステージに立つことが好きだったので、中学・高校・大学と演劇部に所属した[13]。「ただ、演劇が好きなだけで続けたわけではなく、仲間と一緒に活動することが楽しくて、気が付いたらずっと続けていたという感じ」という[13]。「舞台について専門的に学びたい」と思ったため立教大学に進学した[5]。大学では英語劇のサークル「ESSドラマセミナー」に所属していた[5][13]。女優になろうと心に決めたのは「大学のサークル活動を終え、就職を考えるタイミング」である[13]。2019年、立教大学現代心理学部映像身体学科を卒業している[5]。

### 趣味・嗜好
- 特技はダンス（バレエ、ヒップホップ他）、ジブリッシュ[1]。趣味はガーデニング、散歩[14]。
- TBSラジオリスナーである[15]。
- 尊敬する俳優はエディ・レッドメイン[16]、満島ひかり[16]。所属するユマニテを受けた理由は、「満島ひかりと芝居をするには同じ事務所に入ればいいと思ったため」である[16]。
- 2022年のインタビューで、新しく始めたいことや挑戦したいことについて古川は「田舎のほうに農業をしに行きたいなと考えていて、食べるのがすごく好きなので、自分が作った野菜とか食材を使って料理をするのに憧れがある」と述べている[17]。

## 出演
太字は主演。

### テレビドラマ
- 義母と娘のブルース 第9話（2018年9月11日、TBS） - シホ 役
- 部活、好きじゃなきゃダメですか?（2018年10月23日 - 12月25日、日本テレビ） - ヒロイン・小森 役[18][19]
- 凪のお暇 第4話・第5話（2019年8月9日・16日、TBS） - モル 役
- サギデカ 第3話（2019年9月14日、NHK総合） - 福田亜佐美 役
- おやすみ、また向こう岸で（2019年9月20日、TOKYO MX） - カナコ役
- 絶対零度～未然犯罪潜入捜査～ 第3話（2020年1月20日、フジテレビ） - 安達智花 役
- U-NEXT presents 「あと3回、君に会える」（2020年3月31日、関西テレビ・フジテレビ） - 河合花 役[20]
- いとしのニーナ（2020年7月18日 - 9月5日、フジテレビ） - 山田うた 役
- レンタルなんもしない人 第9話（2020年9月9日、テレビ東京） - 小川優季 役[21]
- 連続テレビ小説 エール 第92回 - 最終回（2020年10月20日 - 11月27日、NHK） - 古山華 役[7][8]
- この恋あたためますか（2020年10月20日 - 12月22日、TBS） - 李思涵 役[22]
- 流行感冒（2021年3月27日、NHK BS4K / 4月10日、BSプレミアム / 11月6日、NHK総合） - 石 役[23][24]
- コントが始まる（2021年4月17日 - 6月19日、日本テレビ） - 中浜つむぎ 役[25]
- 前科者 -新米保護司・阿川佳代-（2021年11月20日 - 12月25日、WOWOW） - 田村多実子 役[26]
- 特集ドラマ「アイドル」（2022年8月11日、NHK総合 / 8月29日、BS4K・BSプレミアム） - 主演・明日待子 役[11]
- 岸辺露伴は動かない 第7話「ホットサマー・マーサ」（2022年12月26日、NHK総合） - イブ 役[27]
- 大河ドラマ どうする家康（2023年2月19日 - 3月12日・4月23日 - 5月7日・21日 - 6月4日・18日 - 7月2日・9月24日・10月29日・11月5日、NHK） - 千代 役[12]
- ペンディングトレイン-8時23分、明日 君と（2023年4月21日 - 6月23日、TBS） - 渡部玲奈 役[28][29]
- 犬神家の一族（2023年4月22日・29日、NHK BS4K・BSプレミアム） - ヒロイン・野々宮珠世 役[30]
- お母さんが一緒（2024年2月18日、ホームドラマチャンネル） - 清美 役[31]
- ACMA:GAME アクマゲーム（2024年4月7日 - 6月9日、日本テレビ） - ヒロイン・眞鍋悠季 役[32][33]
  - ACMA:GAME アクマゲーム ワールドエンド（2024年10月25日、日本テレビ）[34]
- 海のはじまり（2024年7月1日 - 9月23日、フジテレビ） - 南雲水季 役[35]
- 魯山人のかまど（2026年春放送予定、NHK） - 田ノ上ヨネ子 役[36]

### 配信ドラマ
- いとしのニーナ（2020年5月17日 - 7月6日、FOD） - 山田うた 役[37]
- その恋もう少しあたためますか（2020年10月20日 - 12月22日、Paravi） - 主演・李思涵 役[38][39]
- THE LIMIT 第2話「タクシーの女」（2021年3月12日、Hulu） - 里美 役[40]
- 幽☆遊☆白書（2023年12月14日、Netflix） - ぼたん 役[41]
- 海のはじまり スピンオフドラマ『兄とのはじまり』#2・#4（2024年7月22日・8月5日、TVer） - 南雲水季 役[42]

### 映画
- こんな夜更けにバナナかよ 愛しき実話（2018年12月28日、松竹） - 由美 役
- チワワちゃん（2019年1月18日、KADOKAWA） - サヤカ 役
- 十二人の死にたい子どもたち（2019年1月25日、ワーナー・ブラザース映画） - ミツエ 役[6]
- 21世紀の女の子「回転てん子とどりーむ母ちゃん」（2019年2月8日、ABCライツビジネス）
- 蒲田前奏曲 第1番「蒲田哀歌」＜大過去＞（2020年9月25日、和エンタテインメント、MOTION GALLRY STUDIO） - 主演・野口セツ子 役
- 泣く子はいねぇが（2020年11月20日、バンダイナムコアーツ、スターサンズ）
- 花束みたいな恋をした（2021年1月29日、東京テアトル / リトルモア） - 中川彩乃 役[43]
- 街の上で（2021年4月9日[44]、「街の上で」フィルムパートナーズ） - ヒロイン・田辺冬子 役[注 1][45]
- 春（2018年制作・2021年10月1日、アルミード） - 主演・アミ 役[2]
- 偶然と想像「魔法 (よりもっと確か)」（2021年12月17日、Incline） - 主演・芽衣子 役[9]
- メタモルフォーゼの縁側（2022年6月17日、日活） - コメダ優 役[46]
- 今夜、世界からこの恋が消えても（2022年7月29日、東宝） - 綿矢泉 役[47]
- スクロール（2023年2月3日、ショウゲート） - 私 役[48][49]
- リボルバー・リリー（2023年8月11日、東映） - 琴子 役[50]
- みなに幸あれ（2024年1月19日、KADOKAWA） - 主演・孫 役[51][52][53]
- 雨降って、ジ・エンド。（2024年2月10日、アルミード） - 主演・日和 役[54][55]
- 言えない秘密（2024年6月28日、ギャガ） - ヒロイン・内藤雪乃 役[56][57]
- お母さんが一緒（2024年7月12日、クロックワークス） - 清美 役[58]
- シサㇺ（2024年9月13日、ナカチカピクチャーズ） - みつ 役[59][60]
- Cloud クラウド（2024年9月27日、東京テアトル / 日活） - ヒロイン・秋子 役[61][62]
- 劇場版 ACMA:GAME 最後の鍵（2024年10月25日、東宝） - ヒロイン・眞鍋悠季 役[63]

### 劇場アニメ
- 花緑青が明ける日に（2025年公開予定、アスミック・エース） - 主演・森カオル 役（萩原利久とダブル主演）[64]

### 舞台
- 世界は一人（2019年2月 - 3月17日、東京芸術劇場）- 先生 役[65]
- イントゥ・ザ・ウッズ（2022年1月11日 - 1月31日、日生劇場 / 2月6日 - 2月13日、神田芸術劇場メインホール) - シンデレラ 役[66][67]
- Touching the Void タッチング・ザ・ヴォイド〜虚空に触れて〜（2024年10月8日 - 11月4日、PARCO劇場 / 11月10日 - 17日、京都劇場） - セーラ 役[68]

### テレビ出演
- ねこのめ美じゅつかん（2021年3月15日 - NHK Eテレ）[69]
  - 番組内で出演者として画家のうたを披露している[注 2]。

### CM
- 沖縄県沖縄市 観光PR動画WEB「チムドンドンコザ」（2018年）
- リンクアカデミー 資格スクール大栄「公務員になろう」（2019年）
- au WALLET クレジットカード「毎日おトク」篇（2019年）
- マクドナルド
  - ビッグマック「ティザー」篇/「Jr.」篇/「GRAND」篇/「Family」篇（2019年）
  - 「とろけるホットパイ」（2025年1月7日 - ）[71]
- JT企業広告「想うた」シリーズ
  - 「姉妹を想う」篇（2019年）
  - 「夫婦を想う」篇（2020年）
- キタムラ スタジオマリオ「やさしいマリオ」篇（2020年9月5日 - ）[72]
- パピレス Renta!「これ読んどきな」篇（2021年4月28日 - ） - 秋山竜次（ロバート）と共演[73]
- Paravi「テレビ、さらに、Paravi」
  - 「Paravi ドラマの欲求、満たします。篇」「Paravi もっとバラエティ楽しみたいやん。篇」「Paravi テレビじゃ推し足りないアナタに。篇」（2021年4月29日 - ）[74]
  - 「つまり、Paraviって…篇」「たっぷり、とことん、思う存分篇」「やっぱりよかった、入ってて篇」（2021年12月20日 - ）[75]
- アットホーム「ウォーリーをさがす!」
  - 「登場篇」「2人で楽しく探す篇」「売買たくさん篇」（2021年10月9日 - ）[76][77]
  - 「売買特技篇」（2022年1月4日 - ）[78]
- 三井住友カード
  - stera terminal（ステラ）「その時の気持ち」店員篇／店長篇／お客さん篇（2021年10月9日 - ） - 青木崇高、飯塚悟志（東京03）と共演[79]
  - 家族ポイント「家族ポイント はじまる」編「家族ポイント だって家族だから」編（2022年1月1日 - ） - 飯塚悟志（東京03）、鈴木京香、中条あやみ、細田佳央太と共演[80][81]
- サントリー
  - ほろよい
    - 「ほろよい飲んで、なにしよう？」編（2022年2月6日 - ）[82]
    - 「ほろよいで話そ。30s」 / 「ほろよいで話そ。 春・15s」（2023年4月 - ） - CHARAと共演[83]

  - 「ビアボール」（2025年4月 - ）[84]
- アットホーム「物件条件劇場 〜この部屋に住んだら〜」（2022年2月18日 - ） - 坂口健太郎と共演[85]
- 任天堂「ポケットモンスター スカーレット・バイオレット」（2022年11月11日 - ） - 永山瑛太と共演[86]
- LUMINE CHRISTMAS 2023（2023年 - ） - ルミネクリスマスコンセプト Special Cast[87]
- Hanayume（ハナユメ）「姉妹の午後」篇（2023年11月1日 - ） - 伊東蒼と共演[88]
- サントリー食品インターナショナル「伊右衛門」（2024年） - 堺雅人と共演
  - 「味わう、伊右衛門。美容室」篇（2024年3月9日 - ）[89]
  - 「味わう、伊右衛門。レストラン」篇（2024年3月18日 - ）[89]
- 積水ハウス 「帰ろう。」篇（2024年8月1日 - ） - 鈴鹿央士と共演[90]
- 三井住友フィナンシャルグループ「緑のグループ・カラフルな人びと 吉川歩」篇（2024年10月22日 - ）[91]

### 広告
- ワコール「une nana cool （ウンナナクール）」（2021年4月8日 - ）[92]

### WEB
- ファン（2018年8月31日）[93]
- KIRINJI 20th企画盤「Melancholy Mellow I -甘い憂鬱-19982002 / II -甘い憂鬱-20032013」（2018年）[94]

### PV
- Helsinki Lambda Club「PIZZASHAKE」（2018年）
- Karin.「青春脱衣所」（2019年）
- ラッキーオールドサン 「街の人」（2020年）
- 菅田将暉「虹」（2020年）

### その他
- Ground Y ☓ FRED PERRY 2020 Spring/Summer Pre Collection（2019年）ヴィジュアルモデル
- 千葉ロッテマリーンズ vs. 東京ヤクルトスワローズ戦 始球式（2025年6月14日、千葉・ZOZOマリンスタジアム）[95][96]

## 作品

### 写真集
- pegasus 01 古川琴音×松岡一哲（2019年7月20日、azeddine press）[97]
- CHIPIE（2025年7月3日発売予定、講談社、撮影：松岡一哲）[98]

## 受賞歴
- 第2回 渋谷TANPEN映画祭CLIMAXat佐世保2018-19（2019年）主演女優賞（『春』）[99]
- 第20回 TAMA NEW WAVE（2019年） ベスト女優賞（『春』）[100]
- ELLE CINEMA AWARDS 2021 エル ガールライジングスター賞（『偶然と想像』）[101]
- 第32回 読売演劇大賞（2024年） 優秀女優賞（『Touching the Void タッチング・ザ・ヴォイド〜虚空に触れて〜』）[102]
- 第24回ニッポン・コネクション映画祭（2024年） ニッポン・ライジングスター賞